# 丹尼尔·斯托尔
丹尼尔·斯托尔（瑞典語：Daniel Ståhl，1992年8月27日—）是一名瑞典男子田径运动员，主攻铁饼项目。

## 生平
斯托尔出生于瑞典索尔纳市的体育世家，父母都曾是链球选手，母亲是芬兰人，他也因此会说流利的芬兰语。